# Al Baqi
Al-Baqî` souvent appelé Janna al-Baqî`, désigne le cimetière situé à Médine à l’angle sud-est de la mosquée du Prophète, le terme Al-Baqî` (parfois translittéré Bakih ?) était utilisé pour plusieurs lieux semblables à Médine : Baqî` al-Zubair, Baqî` al-Khail, et d'autres ; Celui-ci s'appelle Al-Baqî` al-Gharqad. Gharqad est le nom arabe du Lycium shawii un arbuste épineux qui poussait à cet endroit.

## Histoire

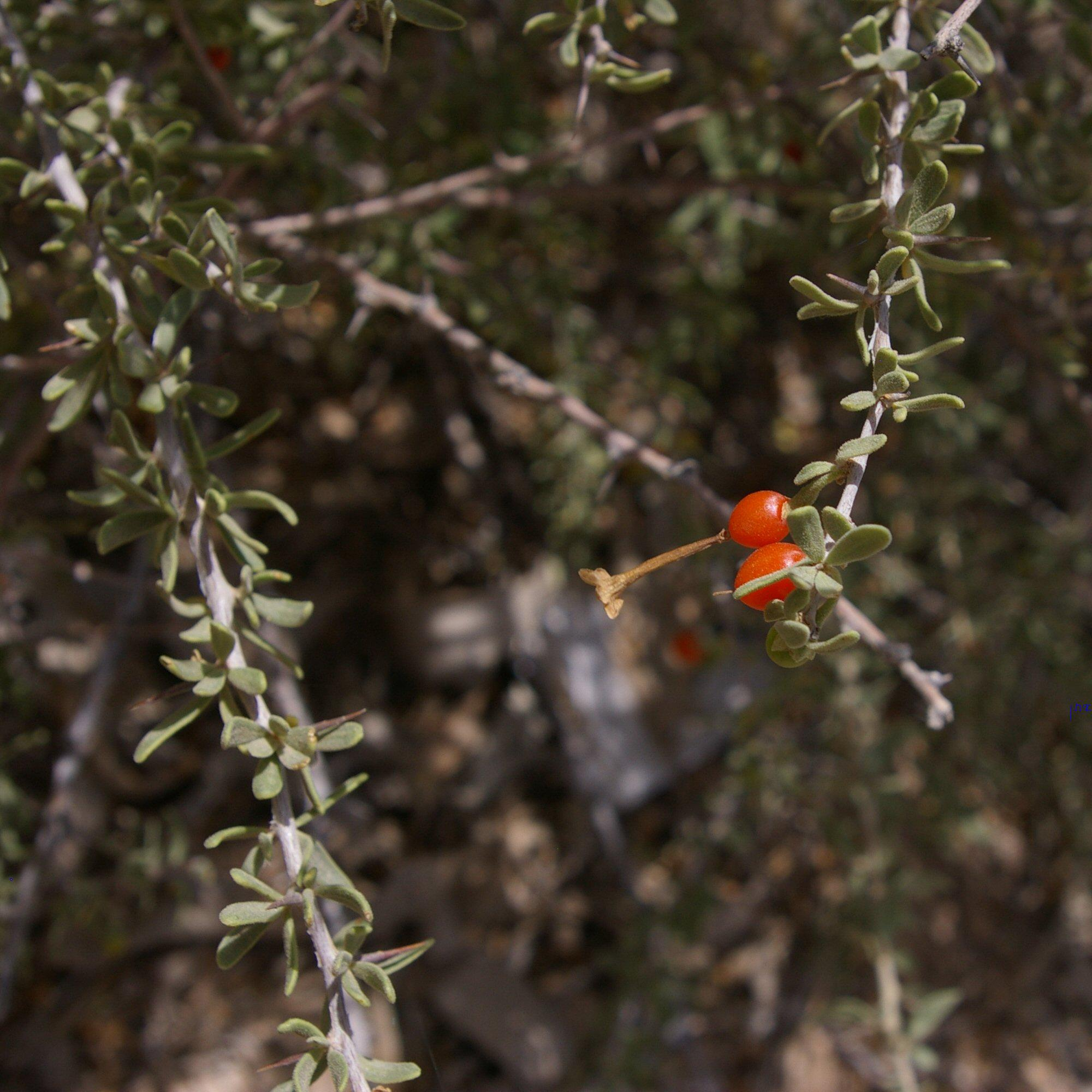
Lycium shawii appelé Gharqad qui a donné son nom au cimetière d’al-Baqî`

Quelque temps avant sa mort Mahomet est malade. Il loge chez son épouse Aïcha :

« Deux ou trois jours après, son état s'étant un peu amélioré, le Prophète, qui se sentait mal à l'aise dans la maison, appela Abou-Mouwaïhiba, mit la main sur le cou de cet affranchi et se rendit lentement hors de la ville, à Baqi`-al-Gharqad, le cimetière des musulmans. Là, placé près des tombeaux, il dit : Salut, Ô habitants des tombeaux, qui êtes à l'abri des épreuves qui atteignent les hommes. Il retourna ensuite dans la maison d’Aïcha. »

— Tabari (trad. Herman Zotenberg), op. cit., « Mort du Prophète », p. 341.

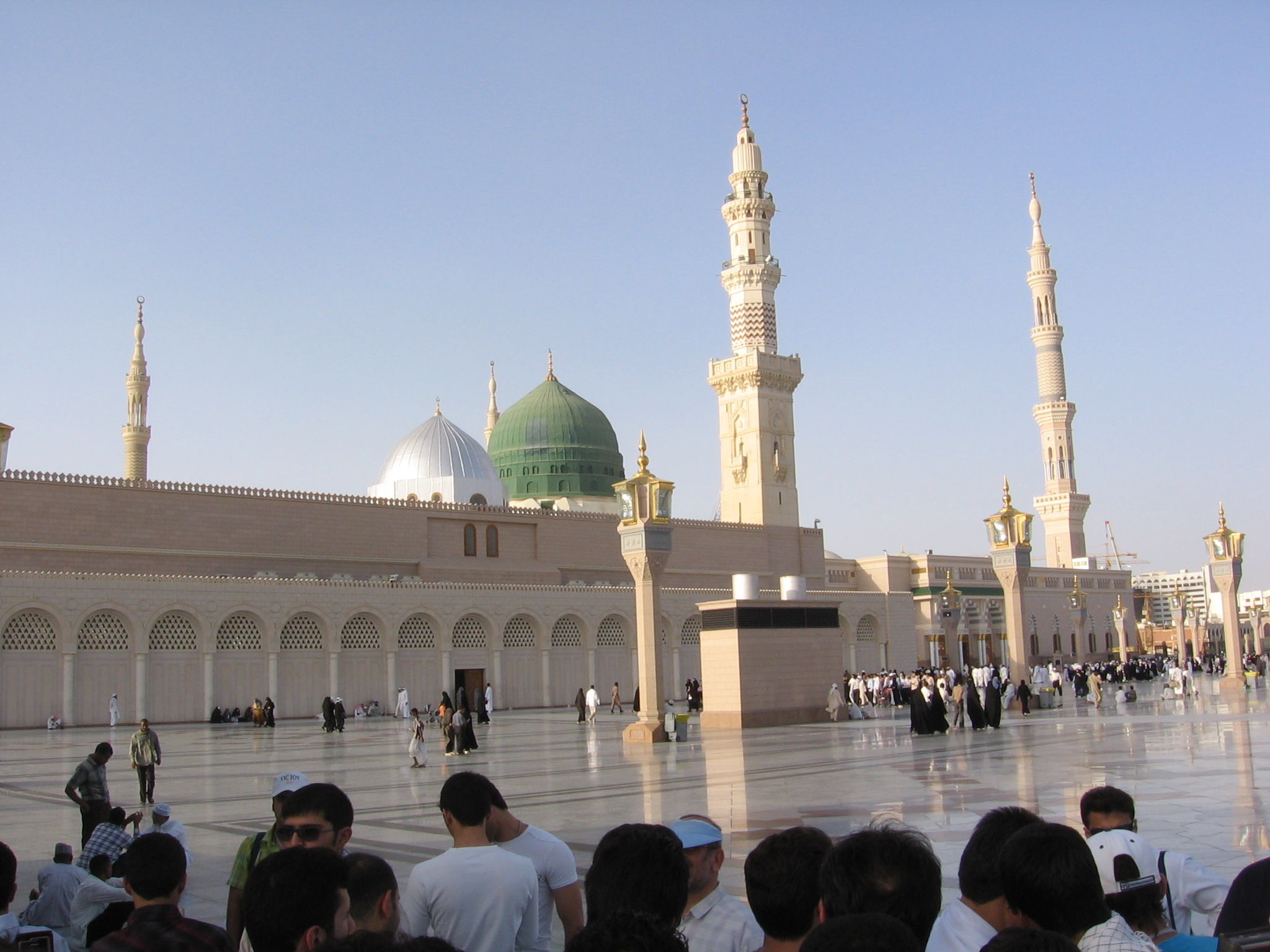
La mosquée du Prophète à Médine. On aperçoit le dôme vert abritant la tombe de Mahomet. Ce dôme a été construit en 1817 et peint en vert en 1839.

Après sa mort, Mahomet est enterré dans la maison d'Aïcha :

« Les avis furent partagés sur le lieu où l'on devait faire la fosse. Les uns voulaient la faire creuser dans la mosquée; les autres prétendaient qu'il fallait enterrer le Prophète à Baqi' al-Gharqad, le cimetière des musulmans. Alors Abou-Bakr dit : J'ai entendu dire le Messager de Dieu qu'un prophète doit être enterré à l'endroit où il a rendu son âme. En conséquence, on déplaça le lit sur lequel il était mort et l'on creusa le sol à cet endroit, dans l'appartement d'Aïcha, attenant à la mosquée. »

— Tabari (trad. Herman Zotenberg), op. cit., « Enterrement du Prophète », p. 353.
La présence de mausolées, et de tombeaux ornés, construits, ou agrandis, avant 1326, est attestée par Ibn Battûta lors de son pèlerinage à la Mecque et par Ibn Jubayr avant lui (1183). Ibn Battûta parle d’une « grande coupole » sur la tombe d’Uthman ibn Affan alors qu’Ibn Jubair, en 1183, n’avait vu « qu’une petite coupole modeste. » :

« Mentionnons d’abord celui appelé Bakî algharkad. Il est à l’orient de la noble Médine, … En face est le tombeau de l’imâm de Médine Abou Abd Allah Mâlik, fils d’Anas, que surmonte une petite coupole d’une construction fort simple. Vis-à-vis se voit le sépulcre du fils du Prophète, Ibrâhîm, au-dessus duquel s’élève une coupole blanche. … En face de ceux-ci se voit un mausolée, où l’on dit que se trouvent les tombeaux des mères des croyants. Il est suivi d’un autre, dans lequel est le tombeau d’Al`abbâs, fils d’Abd almotthalib, oncle de l’envoyé de Dieu ; et celui de Haçân, fils d’Aly, fils d’Abou Thâlib. C’est une coupole qui s’élève dans les airs admirablement construite, et située à la droite de celui qui sort par la porte du cimetière. La tête de Haçan se trouve aux pieds d’Al’abbâs ; leurs deux tombeaux sont élevés au-dessus du sol ; ils sont vastes et recouverts de tablettes merveilleusement jointes, incrustées de plaques de laiton, fort bien travaillées. Dans ce cimetière, … la plupart de ces tombeaux sont inconnus. Au fond du cimetière est le tombeau du commandant des croyants Abou Omar Othmân, fils d’Affân, que surmonte une grande coupole. »

— Ibn Battûta, op. cit., vol. I (lire en ligne), « De quelques nobles sanctuaires situés hors de Médine », p. 228-229 (.pdf).

### Destruction des mausolées

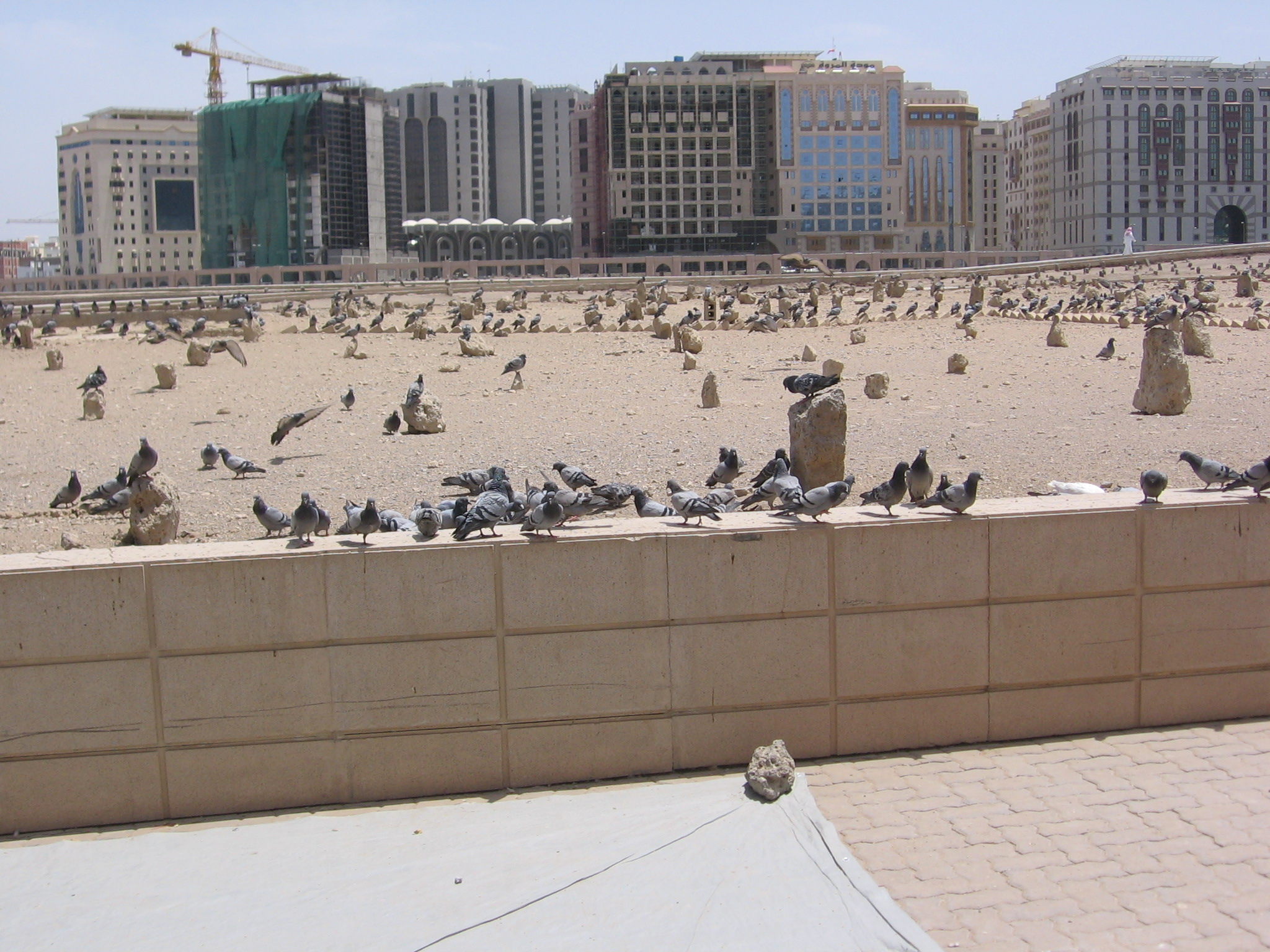
Le cimetière d'Al-Baqî

Les wahhabites, en vertu d'une fatwa prise par le cheikh Muhammad al-Tayyib, ont détruit les mausolées du cimetière d’Al-Baqî` pour empêcher les pèlerinages extra-canoniques sur les tombes des personnages qui y sont enterrés. Ils déconseillent aussi la vénération de la tombe de Mahomet, au dôme vert, comprise dans l’enceinte actuelle de la mosquée du Prophète. Néanmoins le roi Abdel Aziz ibn Saoud autorise les pèlerins à venir prier dans la mosquée, les trois quarts des musulmans faisant le pèlerinage à La Mecque se rendent aussi à Médine. Quelque temps après il en sera de même pour le cimetière de La Mecque. Cette destruction se réfère à divers hadiths dont celui-ci (traduit de l’anglais) :

« Rapporté par `Aïcha :

Le Messager de Dieu, au cours de sa dernière maladie dit :"Dieu maudit les juifs et les chrétiens parce qu’ils ont bâti des lieux de culte sur la tombe de leurs prophètes." Et si cela n’a pas été dit, alors les gens pourraient voir la tombe du prophète. Il craignit, ou les gens ont craint que sa tombe puisse être prise pour lieu de culte. »

— Muslim ben al-Hajjaj, « Sahih Muslim, Volume 2, Book 23, Number 472 ».
Néanmoins le dôme vert, qui abrite la tombe de Mahomet et qui est inclus dans la mosquée du Prophète, n’a pas été détruit, bien que cela faisait partie des projets de ceux qui ont détruit les tombes d’al-Baqî`.
De nombreux chiites commémorent le jour de la destruction des mausolées d’al-Baqî` et l’appellent « jour du chagrin ». Pendant une période de 1925 à 1986, l’entrée dans le cimetière a été complètement interdite par un mur de plusieurs mètres de haut entourant tout le site. En 1982, l’ayatollah Khomeini prend le cimetière d’Al Baqî` comme théâtre de plusieurs manifestations, les pèlerins iraniens avaient pris l’habitude de réciter des prières devant le mur interdisant l’accès au cimetière. En 1986, le roi Fahd fait une concession en autorisant de nouveau les chiites à visiter le cimetière. Depuis, le cimetière ouvre rarement, et quand il le fait, c'est surtout en hiver, car pendant la période estivale, la température, qui dépasse souvent les 40°, peut provoquer chez les visiteurs d'éventuels malaises ou des insolations. 
De nos jours, si les tombes sont anonymes, ce qui est l'un des principes wahhabites, les noms des défunts, et l'emplacement de leurs tombes sont toutefois enregistrés sur un cadastre des hautes autorités religieuses de Médine, mais sont rarement accessibles. à plusieurs reprises, plusieurs grands Oulémas Wahhabites d'Arabie Saoudite ont émis le vœu de voir ce cimetière rasé à court terme, car pour eux, il favoriserait l'idolâtrie .

## Quelques-uns des défunts célèbres enterrés à Al-Baqî`
- Ibrahim – fils de Mahomet mort encore enfant
- Fatima Zahra – fille de Mahomet et de sa première épouse Khadija bint Khuwaylid
- Hasan ben Ali, petit-fils de Mahomet, fils de Fatima Zahra
- Ali Zayn al-Abidin, arrière-arrière-petit-fils de Mahomet
- Muhammad al-Baqir, fils d'Ali Zayn al-Abidin
- Jafar as-Sadiq, fils de Muhammad al-Baqir
- Mâlik ibn Anas, juriste musulman
- Uthman ibn Affan - troisième calife
- Abbas ibn Abd al-Muttalib, oncle de Mahomet
- Toutes les épouses de Mahomet hormis Khadija et Maymouna bint al-Harith
- Chamil (1797-1871)
- Chérif Benamar Tidjani représentant de la confrérie tidjane à Fès
- Idris Ier, roi de Libye
- Zine El Abidine Ben Ali, président de Tunisie